# المفصل في تاريخ العرب قبل الإسلام
المفصّل في تاريخ العرب قبل الإسلام هو كتاب في تاريخ العرب قبل الإسلام من تأليف المؤرخ العراقي جواد علي، ويتألف من عشرة أجزاء أحدها مخصص للفهرس، ويعتبر أضخم عمل أكاديمي في تاريخ العرب والجزيرة العربية في فترة ما قبل ظهور الإسلام. وقد صدر في عدة طبعات.

## وصلات خارجية
- موسوعة العيون المعرفية - المفصل في تاريخ العرب قبل الإسلام.